# Skrzypy (Węgorzewo)
Skrzypy (deutsch Steinhof) ist ein Ort in der polnischen Woiwodschaft Ermland-Masuren und gehört zur Stadt- und Landgemeinde Węgorzewo (Angerburg) im Powiat Węgorzewski (Kreis Angerburg).

## Geographische Lage
Skrzypy liegt westlich vom Dobensee (polnisch Jezioro Dobskie) im Norden der Woiwodschaft Ermland-Masuren. Bis zur Kreisstadt Węgorzewo (Angerburg) sind es 18 Kilometer in nordöstlicher Richtung.

## Geschichte
Im Jahre 1563 wurde der kleine Ort Steinhof gegründet und bildete bis 1945 ein Vorwerk zum Gutsdorf Doba, in das es eingemeindet war. Doben war Amtsdorf im Kreis Angerburg im Regierungsbezirk Gumbinnen der preußischen Provinz Ostpreußen.
Im Jahre 1945 kam der Ort mit dem gesamten südlichen Ostpreußen zu Polen und erhielt die polnische Bezeichnung „Skrzypy“. Heute ist er eine Ortschaft im Verbund der Stadt- und Landgemeinde Węgorzewo im Powiat Węgorzewski, vor 1998 zur Woiwodschaft Suwałki, seitdem zur Woiwodschaft Ermland-Masuren zugehörig.

## Kirche
Steinhof war vor 1945 in den Sprengel Doben (polnisch Doba) der verbundenen evangelischen Kirchengemeinden Rosengarten–Doben (Radzieje-Doba) eingepfarrt, die zum Kirchenkreis Angerburg in der Kirchenprovinz Ostpreußen der Kirche der Altpreußischen Union gehörten. Die Pfarrkirche der Katholiken war die Kirche St. Bruno in Lötzen (polnisch Giżycko), die zum Dekanat Masuren II (Sitz: Johannisburg, polnisch Pisz) im damaligen Bistum Ermland gehörte.
Heute ist die katholische Bevölkerung von Skrzypy der Pfarrei in Kamionki, die mit der Filialkapelle in Doba dem Dekanat św. Szczepana Męczennika (Märtyrer St. Stephanus) in Giżycko im jetzigen Bistum Ełk der Römisch-katholischen Kirche in Polen zugeordnet ist. Die evangelischen Kirchenglieder gehören zur Kirchengemeinde in Węgorzewo, die jetzt eine Filialgemeinde von Giżycko in der Diözese Masuren der Evangelisch-Augsburgischen Kirche in Polen ist.

## Verkehr
Skrzypy liegt an der westlichen Uferstraße des Jezioro Dobskie, die von Radzieje (Rosengarten) über Pilwa (deutsch Pilwe) nach Doba (Doben) bis nach Kamionki (Kamionken, 1928 bis 1945 Steintal) führt. Die nächste Bahnstation ist Radzieje an der Bahnstrecke Węgorzewo–Kętrzyn (Angerburg–Rastenburg), die heute allerdings nur noch für touristische Zwecke in Betrieb ist.